# Acción del 27 de mayo de 1802
La acción del 27 de mayo de 1802 fue una acción de un solo barco que tuvo lugar en el mar Mediterráneo, cuando una fragata portuguesa de 36 cañones, comandada por el capitán francés João Luís de Seguin Deshon, fue capturada por una fragata argelina de 44 cañones, comandada por el corsario Raïs Hamidou.

## Antecedentes
En el año en que se firmó el Tratado de Amiens, 1802, los portugueses enviaron al estrecho de Gibraltar una fuerte escuadra, que en abril se constituyó con un navío de línea, dos fragatas y dos bergantines.
Debido a un brote de tifus que hacía estragos a bordo de los barcos portugueses, sólo el Cisne permaneció patrullando en la zona del Estrecho, a pesar de tener también a bordo parte de la guarnición enferma o convaleciente. Es en este escenario que, el 5 de mayo, la tripulación avista una fragata desconocida, la cual se acerca al barco portugués durante la noche. Este barco sólo de madrugada, y ya muy cerca, declara su verdadera identidad: era una fragata corsaria de Argel.
El 8 de mayo, la fragata Nossa Senhora do Bom Despacho, más conocida como la Cisne, de 36 cañones y 300 hombres de guarnición, cuyo comandante era el capitán Luís Seguin Deshon, navegaba por el Mediterráneo.

## Acción
Raïs Hamidou, que estaba al mando de una fragata armada con entre 40 y 44 cañones en el Mediterráneo, se encontró con una fragata portuguesa con entre 36 y 44 cañones y una tripulación de entre 282 y 300 hombres.
Empleando una estratagema, Hamidou colocó una bandera inglesa que había capturado en su barco, lo que engañó a los portugueses haciéndoles creer que estaban frente a un barco inglés, y se acercó al Cisne desde barlovento e hizo señales de que quería comunicarse con ella. Confiados, los portugueses la dejaron acercarse sin tomar ninguna precaución. De repente, la fragata xebec, supuestamente inglesa pero en realidad argelina, se acercó directamente a la fragata portuguesa, ancló y disparó una o dos descargas de artillería, al mismo tiempo que su guarnición se lanzaba al abordaje, lo cual provocó un terrible tumulto. El combate duró alrededor de una hora y media.
Tomados completamente por sorpresa, los portugueses ofrecieron poca resistencia. El comandante y parte de la tripulación murieron. El resto de los oficiales, soldados y marineros fueron hechos prisioneros (o esclavizados) y llevados a Argel junto con el barco, mientras que los cañones y la fragata fueron incorporados a la Armada argelina. El nombre de la fragata fue cambiado de Cisne («Cisne») a El Portukiza («Los Portugueses»).

## Consecuencias
Hamidou capturaría otra fragata cerca de Gibraltar. Esto enfureció al Dey, Mustafa, que exilió a Hamidou durante dos años.
Además de las limitaciones de la guarnición del Cisne, el hecho de que la fragata de Argel estuviera armada con 44 cañones, y fuera el mejor y más grande navío que tenía el Dey, cuyo comandante era Raïs Hamidou, el corsario argelino más famoso y conocido, no puede servir de excusa para lo sucedido. A pesar de este suceso desprestigiador, Portugal mantuvo sus barcos patrullando la zona y, a finales de septiembre, la fragata Ulisses patrullaba la zona comprendida entre el cabo Espartel y el Algarve, ya que había noticias de que una fragata procedente de Argel, posiblemente la misma que había capturado la Cisne, navegaba cerca del cabo San Vicente.
Más tarde, el 6 de julio de 1810, se firmó una tregua entre Portugal y el Dey de Argel según la cual, a cambio del pago de una cuantiosa indemnización y la entrega de 79 argelinos que estaban prisioneros en Lisboa, se comprometía a liberar a 581 portugueses y 34 esclavos que estaban cautivos en Argel. La liberación se llevó a cabo en tres grupos y se completó el 23 de junio de 1812.